# Úrsula Boza
Úrsula Carolina Boza Lujambio (Lima, 13 de febrero de 1980) es una actriz y presentadora de televisión peruana. Entre varios papeles, ha conseguido mayor reconocimiento por interpretar a Claudia Llanos en la serie de televisión Al fondo hay sitio.

## Carrera
Boza estudió en el Teatro de la Universidad Católica. Posteriormente, continuó en el Centro Latinoamericano de Creación e Investigación Teatral.
Debuta en la televisión en 2005, interpretando doble papel antagónico dándole vida a Julia en su versión joven, la cuñada y amante de Augusto Ferrando, y a Carla, la hija de Julia y Augusto, en la miniserie Ferrando, de pura sangre.
Durante el 2008, presenta el bloque del tiempo en Panamericana Televisión. En ese mismo año, Boza participa en la telenovela La pre como Laly, una mujer alocada, disforzada y ambiciosa que posteriormente pasa a convertirse en una antagonista menor en la historia.
En 2009, Boza actúa en la primera temporada de la exitosa serie Al fondo hay sitio de América Televisión, con un papel recurrente interpretando a Claudia Zapata, la "malvada" secretaria de Miguel Ignacio de las Casas (Sergio Galliani).
Para 2010, obtiene un rol estelar integrando el elenco principal de la serie desde la segunda hasta la cuarta temporada, tiempo en el cual se mantiene aparentemente como la "villana central" de la historia, revelándose posteriormente que la verdadera identidad de su personaje es la de Claudia Llanos, una mujer rencorosa y vengativa que debido a la muerte de su padre, provocada por Francesca Maldini (Yvonne Frayssinet), decide buscar venganza en contra de Francesca Maldini (Yvonne Frayssinet), sobreentendiéndose que la verdadera villana siempre fue esta última.
A mediados de 2013, regresa a la serie con una participación menor con todas sus apariciones rodadas y grabadas en una penitenciaria debido al previo encarcelamiento de su personaje en el final de la temporada anterior hasta que su personaje finalmente es encerrada en una prisión de máxima seguridad finalizando así su participación en la serie.
En 2015, regresa a Al fondo hay sitio retomando su rol estelar de Claudia Llanos, siendo reintegrada al elenco principal en la séptima temporada hasta solo inicios de la octava temporada debido a la aparente muerte de su personaje. Sin embargo, a mediados de 2016, reaparece como invitada especial para interpretar a la versión joven de la madre de Claudia: Carmen Torres (Teddy Guzmán), cuyo papel lo repetiría brevemente en 2023.
En 2019, aparece en la serie Los Vílchez, interpretando a Jessica Cruz, la secretaria y amante del villano principal Octavio León de la Torre (Fabrizio Aguilar).
El 15 de febrero de 2021, ingresó a las filas de Latina Televisión, donde condujo el programa Mascotas, que duró hasta el 24 de abril de 2021.
En 2021, participa en la cuarta temporada de la serie De vuelta al barrio, con el personaje de Nena Cárcamo, la madre de Elisa Cárcamo (Elisa Tenaud).
A finales de 2022, regresa en el final de la novena temporada de Al fondo hay sitio, apareciendo como La Mujer de Negro y Victoria Raffo, ambas reveladas como falsas identidades de Claudia Llanos, revelándose que su personaje nunca falleció.
En 2023, se reintegra nuevamente al elenco principal de la serie en la décima temporada interpretando nuevamente a Claudia Llanos para continuar con su venganza en contra de Francesca Maldini.

## Vida personal
Está casada con el también actor y presentador Christopher Gianotti con quien tiene dos hijas.

## Otras actividades
En 2015, abre su bar salsero.
En 2021, saca su emprendimiento de productos de mantequilla de maní y apertura su taller de actuación para niños y adultos.

## Filmografía

### Cine
| Año  | Título                    | Personaje  | Notas                    | Ref.          |
| ---- | ------------------------- | ---------- | ------------------------ | ------------- |
| 2022 | Hierba buena, hierba mala | Senderista | Rol Antagónico Principal | [ 16 ] [ 17 ] |

### Televisión

#### Series y telenovelas
| Año       | Título                           | Personaje                                                                                       | Notas                                             | Ref.          |
| --------- | -------------------------------- | ----------------------------------------------------------------------------------------------- | ------------------------------------------------- | ------------- |
| 2005      | Augusto Ferrando: De pura sangre | Julia Ferrando Dietz / de Riveira (Joven)                                                       | Rol Principal Oponente                            |               |
| 2005      | Augusto Ferrando: De pura sangre | Carla Ferrando Ferrando / Carla Riveira Ferrando                                                | Rol Secundario Oponente                           |               |
| 2006      | Condominio S.A.                  |                                                                                                 | Participación especial                            | [ 18 ]        |
|           | Teatro desde el Teatro           | Secretaria Luisa                                                                                | Rol Principal (Episodio: Luna de miel complicada) | [ 19 ]        |
| 2008      | La Pre                           | Eduarda "Laly"                                                                                  | Rol Recurrente                                    |               |
| 2008      | Así es la vida                   |                                                                                                 | Participación especial                            | [ 20 ]        |
| 2008-2009 | Graffiti                         | Rita Razzeto                                                                                    | Rol Recurrente                                    |               |
| 2009      | Clave uno: Médicos en alerta     | Paciente                                                                                        | Rol de Invitada Especial                          |               |
| 2009-2012 | Al fondo hay sitio               | Claudia Fernanda Llanos Torres / "Claudia Zapata" / "La Mirada de Tiburón / "La Mujer De Negro" | Rol Principal                                     | [ 21 ]        |
| 2013      | Al fondo hay sitio               | Claudia Fernanda Llanos Torres / "Claudia Zapata" / "La Mirada de Tiburón / "La Mujer De Negro" | Participación especial                            | [ 22 ]        |
| 2015      | Al fondo hay sitio               | Claudia Fernanda Llanos Torres / "Claudia Zapata" / "La Mirada de Tiburón / "La Mujer De Negro" | Rol Principal                                     | [ 23 ]        |
| 2016      | Al fondo hay sitio               | Claudia Fernanda Llanos Torres / "Claudia Zapata" / "La Mirada de Tiburón / "La Mujer De Negro" | Participación especial                            | [ 24 ]        |
| 2022-2024 | Al fondo hay sitio               | Claudia Fernanda Llanos Torres / "Claudia Zapata" / "La Mirada de Tiburón / "La Mujer De Negro" | Rol Principal                                     |               |
| 2016      | Al fondo hay sitio               | Carmen Torres de Llanos (Joven)                                                                 | Participación especial                            | [ 25 ]        |
| 2016      | Amores que matan                 | Secretaria Claudia Hernández / "Brenda"                                                         | Rol Antagónico (Episodio: Matías)                 | [ 26 ]        |
| 2018      | Torbellino, 20 años después      | Profesora Isabel                                                                                | Rol Principal                                     |               |
| 2019      | Los Vílchez                      | Secretaria Jessica "Jessi" Cruz Acero / "Kukuli"                                                | Rol Principal Oponente                            | [ 27 ] [ 28 ] |
| 2020      | Los Vílchez 2                    | Jessica "Jessi" Cruz Acero                                                                      | Rol Secundario                                    |               |
| 2021      | De vuelta al barrio              | Nena Jessibelle Cárcamo Vargas / "La Guionista Brichera"                                        | Rol Secundario Oponente                           | [ 29 ]        |

#### Programas
| Año           | Título                            | Rol                           | Notas                 | Ref.   |
| ------------- | --------------------------------- | ----------------------------- | --------------------- | ------ |
| 2008          | Buenos días, Perú                 | Presentadora                  | Bloque del tiempo     |        |
| 2008-2009     | Pipo: El amigo de Tiempo          | Presentadora                  |                       |        |
| 2010          | América Espectáculos              | Invitada Especial             |                       |        |
| 2011          | América Espectáculos              | Invitada Especial             |                       |        |
| 2015          | América Espectáculos              | Invitada Especial             |                       |        |
| 2011          | A las once empieza la noche       | Invitada Especial             |                       |        |
| 2011          | Domingo al día                    | Invitada Especial             |                       |        |
| 2013          | Domingo al día                    | Invitada Especial             |                       |        |
| 2015          | Domingo al día                    | Invitada Especial             |                       |        |
| 2013          | Para ellas                        | Reportera                     |                       | [ 30 ] |
| 2013          | Pequeños gigantes                 | Jueza Invitada                |                       |        |
| 2013          | Psíquicos                         | Invitada Especial             |                       |        |
| 2013          | Entre gente                       | Invitada Especial             |                       |        |
| 2013          | Teletón 2013: Súmate a la Teletón | Presentadora                  | Edición Especial      |        |
| 2013-2014     | Urbania TV                        | Presentadora                  |                       | [ 31 ] |
| 2014          | Puedes con Cien                   | Invitada Especial             |                       |        |
| 2014          | La Batería                        | Invitada Especial             |                       |        |
| 2015          | La Batería                        | Invitada Especial             | [ 32 ]                |        |
| 2014          | Al Aire                           | 'Claudia Llanos' (Ella misma) | Invitada Especial     |        |
| 2015          | Al Aire                           | 'Claudia Llanos' (Ella misma) | Invitada Especial     |        |
| 2015          | Mujeres Arriba                    | Invitada Especial             |                       |        |
| 2015          | Estás en todas                    | 'Claudia Llanos' (Ella misma) | Invitada Especial     | [ 33 ] |
| 2015          | Madres                            | Presentadora                  |                       |        |
| 2016          | Los reyes del playback            | Concursante                   |                       |        |
| 2019          | ¿En qué modo estás?               | Invitada Especial             | Programa para YouTube |        |
| 2019          | EEG: El gran clásico              | Invitada Especial             |                       |        |
| 2020-2021     | Mascotas                          | Presentadora                  |                       |        |
| 2022          | Mascotas                          | Presentadora                  |                       |        |
| 2021          | Preguntas que arden               | Invitada Especial             | Programa para YouTube |        |
| 2022-presente | Por algo pasan las cosas          | Presentadora                  | Programa para YouTube |        |
| 2022          | + Espectáculos                    | Invitada Especial             |                       |        |
| 2022          | La Banda del Chino                | Invitada Especial             |                       |        |
| 2022          | ChiquiWilo                        | Invitada Especial             | Programa para YouTube | [ 34 ] |
| 2022          | América hoy                       | Invitada Especial             |                       | [ 35 ] |
| 2022          | El Reventonazo de la Chola        | Invitada Especial             |                       |        |

### Vídeos musicales
| Año  | Título                | Personaje        | Notas                    | Ref. |
| ---- | --------------------- | ---------------- | ------------------------ | ---- |
| 2011 | Copa de vino          | "Claudia Zapata" | De Rommy Marcovich       |      |
| 2016 | Al fondo hay sitio    | Claudia Llanos   | De Tommy Portugal        |      |
| 2016 | Las Lomas             | Claudia Llanos   | De Juan Carlos Fernández |      |
| 2021 | ¿Qué difícil es amar? | Nena Cárcamo     | De Diego Bertie          |      |

### Spots publicitarios
- América Televisión (2010) como "Claudia Zapata".
- Frugo Kards: Al fondo hay sitio (2010) como "Claudia Zapata".

### Giras televisivas
- Al fondo hay sitio: Festival Peruano de Nueva Jersey (2010).[36]
- Al fondo hay sitio: Estadio Santa Cruz de Bolivia (2010).
- Al fondo hay sitio: Estadio Santa Cruz de Bolivia (2012).[37]
- Brujas: El musical (2022).

## Teatro
- Fratelos (2006) como Vania.
- Amantes al por mayor (2008).
- Grease (2010) como Rizzo.
- Grease (Reposición) (2010) como Rizzo.
- Al fondo hay sitio (2010-2012) como "Claudia Zapata".
- Mi Flaca es el Maestro (2015-2016).[38][32]
- El último montaje (2019).
- Té de tías (2022).
- TBA (2022).
- Brujas: El musical (2022) como Reina.

## Radio
- Radio Panamericana (2013), locutora.[39][40]
- Radio Onda Cero (2013), locutora.[41]

## Discografía

### Bandas sonoras
- Brujas: El musical (2022).

## Literatura

### Álbumes
- Al fondo hay sitio: Primera Temporada (2009) como "Claudia Zapata" (Imagen).
- Al fondo hay sitio: Segunda Temporada (2010) como "Claudia Zapata" (Imagen).
- Al fondo hay sitio: Tercera Temporada (2011) como "Claudia Zapata" (Imagen).

## Eventos

### Circos
- Circo de Al fondo hay sitio (2010) como 'Claudia Zapata' (Ella misma).[42]

## Premios y nominaciones
En 2011, el diario El Comercio califica a su personaje «Claudia Zapata» como «Magistral villana» en su edición especial de los personajes más populares de las ficciones peruanas.
| Año  | Premio          | Categoría          | Trabajo            | Resultado | Ref.   |
| ---- | --------------- | ------------------ | ------------------ | --------- | ------ |
| 2014 | Premios Al Aire | Mejor Villana      | Al fondo hay sitio | Ganadora  |        |
| 2015 | Premios Al Aire | Villana del 2015   | Al fondo hay sitio | Ganadora  | [ 45 ] |
| 2024 | Premios Luces   | Mejor actriz de TV | Al fondo hay sitio | Nominada  | [ 46 ] |